# Евангеличка црква у Бачком Петровцу
Евангеличка црква у Бачком Петровцу или Петровачка катедрала (слч. "Evanjelický kostol v Báčskom Petrovci" или "Petrovská katedrála") је лутеранска црква у Бачком Петровцу у центру града. Ова црква је највећа евангеличка црква на Балкану. Црква представља непокретно културно добро као споменик културе од великог значаја.

## Историја цркве
Први Словаци су се у Петровац доселили у 1745. години, под вођством Матеа Чањија. Након доласка, нису имали никаква своја права, и 35 година нису имали никакву цркву него су морали слушати службе по римокатоличком обреду у Футогу. Тек 1783. години је саграђена црква, а први свештеник је био Ондреј Стехло, његов наследник је постао његов син Јан, у 1818. Он је одлучио проширити цркву, због њене слабе функционалности. Петровчани су за изградњу ове цркве позвали у 1821. години, браћу Јана и Јакуба Схамуса, једног из Апатина а другог из Врбаса, да почну радови, који су били завршени у 1823. Јурај Мрва је цркву преузео 1868, када је објавио да је храм изграђен у новом архитектонском стилу и да је дугачак 25 m а широк 9 и грађена је у неоготском стилу а Карол Милослав Лехотски је олтар украсио сликом Последње вечере. Касније се катедрала више пута обнављала, последњи пут 2022. године.

## Галерија
- Црква 1910. године
- Парохијски дом
- Натпис на латинском и шеснаестовековном чешком над улазом у цркву: „tIbI.oMnIpotentI.DICaVIt.CoetVs.petroVaCensIs ChWaLtež Pána nebo WeČne geſt MILoſrDnI.“ (Теби говори Свемогући, паство петровачка - Хвалите Господа јер вечно је милосрдан.) Хронограм у латинском тексту даје годину 1822.